# A Melhor Viagem
A Melhor Viagem (estilizado como A Melhor Viagem!) foi um game show brasileiro exibido pela RedeTV! que teve estreia no dia 28 de julho de 2019, apresentado por Mário Frias. Duas escolas inscritas disputavam uma viagem de formatura, sendo uma o Time Azul e outra o Time Verde. Eram realizadas provas com 1 membro de cada escola e no final, dependendo do desempenho do participante nas provas, ele ficava com menos malas, tendo maior chance de achar o cupom que garante o prêmio do programa, que era uma viagem de formatura.
O programa tinha formato e temática bem semelhantes a outro que Mário já apresentou, na mesma emissora: O Último Passageiro, entre 2010 e 2013.

## Escolas
Duas escolas batalhavam para ver quem levava a melhor, uma sendo o Time Azul e outra sendo o Time Verde, e cada uma delas tinha um representante que tenta levar a vitória para sua escola ganhando uma viagem de formatura.
| Episódio | Escolas                         | Representantes | Escola Vencedora                | Data de Exibição |
| -------- | ------------------------------- | -------------- | ------------------------------- | ---------------- |
| 1        | Escola Nossa Senhora das Graças | Léo            | Colégio Santo Agostinho         | 28/07/2019       |
| 1        | Colégio Santo Agostinho         | Vick           | Colégio Santo Agostinho         | 28/07/2019       |
| 2        | Colégio J.R. Passalaqua         | Manu           | Colégio J.R. Passalaqua         | 04/08/2019       |
| 2        | Escola Tancredo Neves           | Rapha          | Colégio J.R. Passalaqua         | 04/08/2019       |
| 3        | Colégio Mater Amabilis          | Giovanna       | Colégio Mater Amabilis          | 11/08/2019       |
| 3        | Colégio Fênix                   | Arthur         | Colégio Mater Amabilis          | 11/08/2019       |
| 4        | Colégio Rumo Inicial            | Letícia        | Colégio Cruzeiro do Sul         | 18/08/2019       |
| 4        | Colégio Cruzeiro do Sul         | Lanna          | Colégio Cruzeiro do Sul         | 18/08/2019       |
| 5        | Colégio Silvio Gonzales         | Duda           | Colégio Silvio Gonzales         | 25/08/2019       |
| 5        | Colégio Vida Ativa              | Isabelle       | Colégio Silvio Gonzales         | 25/08/2019       |
| 6        | Colégio Singular                | Rodrigo        | Colégio Dominus Vivendi         | 01/09/2019       |
| 6        | Colégio Dominus Vivendi         | Lele           | Colégio Dominus Vivendi         | 01/09/2019       |
| 7        | Colégio Davina Gasparini        | Júlia          | Colégio Davina Gasparini        | 08/09/2019       |
| 7        | Colégio Clóvis                  | Gabriel        | Colégio Davina Gasparini        | 08/09/2019       |
| 8        | Colégio Civitatis               | Júlia          | Colégio Civitatis               | 15/09/2019       |
| 8        | Colégio Objetivo CSA            | Victor         | Colégio Civitatis               | 15/09/2019       |
| 9        | Colégio Integração              | Marcos         | Colégio Uniculturade            | 22/09/2019       |
| 9        | Colégio Uniculturade            | Isabella       | Colégio Uniculturade            | 22/09/2019       |
| 10       | Colégio Renovação               | Gabriel        | Colégio Renovação               | 29/09/2019       |
| 10       | Colégio Notre Dame Rainha       | Renata         | Colégio Renovação               | 29/09/2019       |
| 11       | Colégio Bom Retiro              | Ananda         | Colégio Educacional ETIP        | 06/10/2019       |
| 11       | Colégio Educacional ETIP        | Clara          | Colégio Educacional ETIP        | 06/10/2019       |
| 12       | Colégio Santa Tereza            | Bruna          | Colégio Alicerce                | 13/10/2019       |
| 12       | Colégio Alicerce                | Gabriel        | Colégio Alicerce                | 13/10/2019       |
| 13       | Colégio Arcádia                 | Bruna          | Colégio Italo Brasileiro        | 20/10/2019       |
| 13       | Colégio Italo Brasileiro        | Rafael         | Colégio Italo Brasileiro        | 20/10/2019       |
| 14       | Colégio Drummond Penha          | Isabella       | Colégio Drummond Penha          | 27/10/2019       |
| 14       | Escola Vereda                   | Matheus        | Colégio Drummond Penha          | 27/10/2019       |
| 15       | Colégio Kinder Kampus           | Pedro          | Colégio Universidade Brasil     | 03/11/2019       |
| 15       | Colégio Universidade Brasil     | Ruth           | Colégio Universidade Brasil     | 03/11/2019       |
| 16       | Colégio Santo Antonio de Lisboa | Giovana        | Colégio Santo Antonio de Lisboa | 10/11/2019       |
| 16       | Colégio Green Book              | Amanda         | Colégio Santo Antonio de Lisboa | 10/11/2019       |
| 17       | Colégio EBE Objetivo            | Matheus        | Colégio Leila Guedes            | 17/11/2019       |
| 17       | Colégio Leila Guedes            | Laura          | Colégio Leila Guedes            | 17/11/2019       |
| 18       | Colégio Objetivo Penha          | Pedro          | Colégio Barão de Mauá           | 24/11/2019       |
| 18       | Colégio Barão de Mauá           | Agatha         | Colégio Barão de Mauá           | 24/11/2019       |
| 19       | Instituto Branta                | Maria          | Colégio Ilimit                  | 01/12/2019       |
| 19       | Colégio Ilimit                  | Madu           | Colégio Ilimit                  | 01/12/2019       |
| 20       | Colégio Caetano Alvares         | Thiago         | Colégio Caetano Alvares         | 08/12/2019       |
| 20       | Colégio Raios de Sol            | Ana            | Colégio Caetano Alvares         | 08/12/2019       |
| 21       | Colégio Sapucaia                | Giovanni       | Colégio Nova Época              | 15/12/2019       |
| 21       | Colégio Nova Época              | Ana            | Colégio Nova Época              | 15/12/2019       |
| 22       | Colégio Poliedro                | Malu           | Instituto Barão de Mauá         | 22/12/2019       |
| 22       | Instituto Barão de Mauá         | Nicole         | Instituto Barão de Mauá         | 22/12/2019       |
| 23       | Colégio Mirandópolis            | Yasmin         | Colégio Mirandópolis            | 29/12/2019       |
| 23       | Colégio Cunha Carvalho          | João           | Colégio Mirandópolis            | 29/12/2019       |

## Fim do programa
Em janeiro de 2020, a RedeTV! anuncia o fim do programa devido a não renovação do contrato com o apresentador e a produtora responsável pelo programa, dispensando toda a sua equipe. Entre janeiro e maio do mesmo ano, foram exibidas reprises de episódios anteriores.